# Федорук, Олег Евгеньевич
Олег Евгеньевич Федорук (укр. Олег Євгенійович Федорук; 27 октября 1977, Украинская ССР — 29 сентября 2014) — украинский футболист, выступавший на позиции защитника.

## Игровая карьера
Воспитанник киевского Республиканского высшего училища физкультуры. Карьеру начинал в киевском «Олимпике» в любительском чемпионате Украины. В 1994 году играл за винницкие клубы «Химик» и «Нива», в составе последней провёл единственный матч в Высшей лиге Украины 1994/1995 против одесского «Черноморца» 10 сентября 1994 года (поражение 1:2).
В 1994 году в составе сборной Украины из игроков не старше 16 лет стал бронзовым призёром чемпионата Европы в Северной Ирландии. Отметился тем, что на тренировке перед матчем против Турции поспорил с вратарём Сергеем Перхуном на то, что сможет забить пять пенальти из пяти. После четырёх ударов Федорука Перхун парировал два, ещё дважды Федорук забил. Пятый удар Федорука оказался таким мощным, что Перхун сломал себе руку, которой всё же сумел отразить удар: из-за этого Перхун проходил весь турнир в гипсе.
Федорук считался наиболее талантливым защитником из состава, взявшего бронзовые медали в Северной Ирландии: по словам Геннадия Зубова, он прекрасно разыгрывал стандартные положения. Игрокам сборной после чемпионата Европы обещали присвоить звания мастеров спорта, однако это так и не было выполнено.
В 1995 году Федорук был приглашён в киевское «Динамо», однако за основной состав так и не сыграл, выступая только за дублёров. В 1997 году стал игроком шаргородской «Фортуны», позже выступал в любительских клубах Германии и Югославии. В 2001 году вернулся в винницкую «Ниву», но не сыграл за неё ни матча; в том же году стал игроком черниговской «Нивы». В дальнейшем играл за «Электрометаллург-НЗФ» (Никополь), «Нефтяник» (Долина) и харьковский «Гелиос». Любительскую карьеру завершал в «Полесье» из Добрянки и в «Нежине».
Скоропостижно скончался в 2014 году.